# Майданівська сільська рада
| Майданівська сільська рада — колишній орган місцевого самоврядування у Бородянському районі Київської області з адміністративним центром у с. Майданівка. Водоймища на території, підпорядкованій даній раді: Пісочня. Сільській раді підпорядковані населені пункти: - с. Майданівка - с. Вишняки - с. Язвинка |

## Склад ради
Рада складалася з 14 депутатів та голови.

### Керівний склад ради
| ПІБ                      | Основні відомості                                                                  | Дата обрання | Дата звільнення |
| ------------------------ | ---------------------------------------------------------------------------------- | ------------ | --------------- |
| Соломенко Ніна Дмитрівна | Сільський голова, 1962 року народження, освіта, член Соціалістичної партії України | 26.03.2006   | 31.10.2010      |
| Соломенко Ніна Дмитрівна | Сільський голова, 1962 року народження, освіта вища, член Партії регіонів          | 31.10.2010   |                 |

Примітка: таблиця складена за даними джерела